# Giesendorf (Elsdorf)
Giesendorf ist ein Ortsteil der Stadt Elsdorf im Rheinland. Elsdorf ist eine Stadt im Rhein-Erft-Kreis, Nordrhein-Westfalen.

## Lage
Giesendorf liegt südlich von Elsdorf. Die Bebauungen von Giesendorf und Berrendorf-Wüllenrath gehen ineinander über. Komplett durch den Ort führt die Kreisstraße 33. Die K 33 ist auch die Hauptstraße, welche den Namen Etzweilerstraße trägt, die früher nach Etzweiler führte. Dieser Ort musste mittlerweile dem Tagebau Hambach weichen.

## Geschichte
Der Ort wird mehrfach 1320 im Zusammenhang mit den Ritterbürtigen Giesendorf genannt. Sie waren Ministeriale der Abtei St. Pantaleon in Köln.
Bis zur Neugliederung 1975 war Giesendorf der nördlichste Ort in der Gemeinde Heppendorf.
Der Reuschenberger Hof wurde 1448 erstmals genannt, eine Kapelle zu Giesendorf wird 1750 erwähnt. Wo diese Kapelle lag, ist nicht bekannt. Im Jahr 1984 wurde eine der Heiligen Katharina geweihte Kapelle in Giesendorf gebaut, diese wurde durch die Schwestern Maria und Katharina Mülfahrt gestiftet. Kirchlich gehört Giesendorf schon immer zur benachbarten Pfarre St. Mariä Geburt Elsdorf.

## Bürgewald
Giesendorf gehört zu den so genannten Bürgewaldgemeinden, die Rechte am Bürgewald besaßen. Dies ist der Legende nach dem heiligen Arnold von Arnoldsweiler zu verdanken, durch den legendären „Ritt um den Bürgewald“. Hauptort der Bürgewaldgemeinden ist Arnoldsweiler.

## Öffentlicher Personennahverkehr
Giesendorf ist durch die VRS-Linien 941, 950 und 988 der Rhein-Erft-Verkehrsgesellschaft an den öffentlichen Personennahverkehr angeschlossen.
| Linie | Verlauf |
| ----- | --- |
| 941   | Elsdorf Busbf – Giesendorf – Berrendorf – Widdendorf – Heppendorf – Ahe – Sindorf – Horrem Bf |
| 950   | Weiden Zentrum (Stadtb.) – Königsdorf Bf – Quadrath-Ichendorf Bf – Kenten – Bergheim Bf – Zieverich – Thorr – Grouven – Berrendorf – Giesendorf – Elsdorf – Angelsdorf – Esch – Niederembt – Frankeshoven – Oberembt – Bettenhoven – Rödingen |
| 988   | (Stammeln – Heppendorf – Widdendorf – Grouven – Berrendorf-Wüllenrath – Giesendorf –) Elsdorf – Angelsdorf – Esch – Tollhausen – Oberembt – Frankeshoven – Niederembt – Bedburg Schulzentrum / (Kirdorf – Blerichen – Bedburg Bf)             |

## Ortsgruppen und Vereine
Giesendorf hat für seine Größe ein sehr reges Vereinsleben. Es gibt eine Schützenbruderschaft, die am Ende des Ortes ihr Schützenhaus hat, in dem auch die alljährliche Kirmes stattfindet.
Weiterhin gibt es eine Maigesellschaft, die jedes Jahr auf dem Dorfplatz das Maifest ausrichtet. Ebenfalls gibt es eine Freiwillige Feuerwehr Giesendorf, welche eine Löschgruppe der Stadt Elsdorf ist.

## Sonstiges
- In Giesendorf gibt es den dreigruppigen Kindergarten Haus der kleinen Leute. Träger ist die Stadt Elsdorf.
- Giesendorf wurde im Jahr 2016 900 Jahre alt. Dies wurde durch diverse Aktivitäten, welche verteilt über das Jahr stattfanden, gefeiert. Der Höhepunkt war das Frühstück auf der Etzweilerstraße, welches am 25. September 2016 stattfand.